# Očkov
 Očkov  je obec na Slovensku v okrese Nové Mesto nad Váhom. Žije zde 472 obyvatel.

## Poloha
Obec leží asi 12 km jižně od Nového Města nad Váhom a asi 8 km Piešťan.

## Historie
První písemná zmínka o obci pochází z roku 1321.

## Památky
Nejvýznamnější památkou v obci je kaple sv. Cyrila a Metoda z poloviny 19. století a knížecí mohyla z mladší doby bronzové.